# Ea Bhôk
Ea Bhôk là một xã thuần nông thuộc huyện Cư Kuin, tỉnh Đắk Lắk, Việt Nam.

## Lịch sử
Dưới thời Việt Nam Cộng hòa, xã lak ma uăn, thuộc quận Lắk, sau nhập vào quận Phước An, tỉnh Đắk Lắk.
Sau năm 1975, quận Phước An đổi thành huyện Krông Pắk, gồm 2 thị trấn và 26 xã trong đó có Ea Bhôk.
Ngày 19 tháng 09 năm 1981, theo Quyết định số 75/HĐBT của Hội đồng Bộ trưởng (nay là Chính phủ Việt Nam) về việc phân vạch địa giới của huyện Krông Pắk và thị xã Buôn Ma Thuột, trên cơ sở đó thành lập huyện Krông Ana với các xã Ea Bông, Ea Na, Ea Tiêu, Quảng Điền của thị xã Buôn Ma Thuột và các xã Hòa Hiệp, Ea Bhốk, Ea Ktur của huyện Krông Pắk cùng tỉnh đưa sang. Các thôn buôn của Ea Bhôk thuộc huyện Krông Ana.
Năm 1993, trên cơ sở một phần diện tích tự nhiên và dân số của xã Ea Bhốk thành lập 2 xã Cư Ê Wi và xã Ea Hu, phần đất còn lại thuộc xã.
Năm 2007, xã thuộc huyện Cư Kuin dựa theo Nghị định số 137/2007/NĐ-CP ngày 27 tháng 8 năm 2007 của Chính phủ Việt Nam về việc điều chỉnh địa giới hành chính, tách huyện Krông Ana thành hai huyện Krông Ana và Cư Kuin.

## Kinh tế
Kinh tế của xã chủ yếu dựa vào trồng chăm sóc cà phê, cây lúa nước, điều, cây tiêu là các cây chủ lực của xã.
Chăn nuôi thì có gia súc gia cầm như: bò, dê, lợn, gà.

## Giao thông
Giao thông có Quốc lộ 27 chạy qua địa bàn của xã, đường giao thông nông thôn được nhựa hóa đến xã. Các nhánh trong thôn buôn được mở rộng hơn, xe tải có thể vào đến tận thôn buôn.